# Municipio de Rich Valley (Minnesota)
El municipio de Rich Valley (en inglés: Rich Valley Township) es un municipio ubicado en el condado de McLeod en el estado estadounidense de Minnesota. En el año 2010 tenía una población de 694 habitantes y una densidad poblacional de 7,4 personas por km².

## Geografía
El municipio de Rich Valley se encuentra ubicado en las coordenadas 44°51′23″N 94°12′4″O / 44.85639, -94.20111. Según la Oficina del Censo de los Estados Unidos, el municipio tiene una superficie total de 93.73 km², de la cual 93,42 km² corresponden a tierra firme y (0,33 %) 0,31 km² es agua.

## Demografía
Según el censo de 2010, había 694 personas residiendo en el municipio de Rich Valley. La densidad de población era de 7,4 hab./km². De los 694 habitantes, el municipio de Rich Valley estaba compuesto por el 98,7 % blancos, el 0,14 % eran afroamericanos, el 0,14 % eran amerindios, el 0,58 % eran asiáticos y el 0,43 % eran de una mezcla de razas. Del total de la población el 0,72 % eran hispanos o latinos de cualquier raza.